# The Shock Labyrinth: Extreme 3D
The Shock Labyrinth: Extreme 3D è un film del 2009 diretto da Takashi Shimizu.

## Trama
Il ritorno di Ken nel suo paese natale e l'incontro con i suoi amici d'infanzia causa l'apertura di vecchie ferite quando, nella stessa notte temporalesca, bussa alla porta una ragazza, Yuki, morta dieci anni prima. Tormenti, ricordi e segreti riaffiorano mistificati da sogni dove realtà e immaginazione si fondono all'interno di un claustrofobico labirinto dove prende vita l'incubo.
Una seconda occasione di salvare Yuki presto si trasforma irrimediabilmente in una fuga senza fine nei vorticosi labirinti della mente, prendendo forma materiale nello stesso labirinto dove, dieci anni fa, era accaduta la tragedia. La realtà non esiste più in questa linea temporale spiraliforme, passato e presente si confondono, si scambiano e si mescolano in questo mondo dominato dall'onirico, creato a causa loro e dal quale non riusciranno più ad uscire. I protagonisti dovranno combattere contro i loro fantasmi del passato, i sensi di colpa e una verità che non vuole essere svelata, nascosta tra bambole, presenze ultraterrene e visioni spettrali. Un segreto custodito, ma dimenticato da tutti che ritorna alla luce in questo orribile labirinto dove niente è ciò che sembra, dove paure, sentimenti, segreti, rancori, sogni e incubi prendono forma e dove un nuovo segreto prende vita. Tutto si mescola in un vortice vertiginoso e confusionale fino ad un più drastico finale. 
L'unica certezza è che Yuki è tornata e ora brama la vendetta.